# Kinh Vinh Danh
Kinh Vinh Danh (tiếng Latinh: Gloria in Excelsis Deo) hay còn gọi là Đại Vinh tụng ca là kinh được dùng để tôn vinh Thiên Chúa và thường được dùng trong phần tiền tụng, phần đầu trong nghi thức thánh lễ của Giáo hội Công giáo Rôma.
Kinh Vinh Danh là một thánh thi rất cổ kính, mà Giáo Hội Công Giáo dùng để tôn vinh Chúa Cha và cầu khẩn Chiên Con. Kinh này được hát hoặc do toàn thể cộng đoàn tín hữu, hoặc luân phiên giữa dân chúng và ca đoàn, hoặc do chính ca đoàn hát. Nếu không hát thì phải đọc, hoặc mọi người đọc chung, hoặc chia hai bè...
Kinh này được hát trong các Chúa Nhật (lễ ngày chủ nhật) ngoài Mùa Vọng và Mùa Chay, trong các lễ trọng và lễ kính, và trong các dịp lễ khá long trọng.

#### Bản tiếng Việt
Hiện nay có nhiều bản Kinh Vinh Danh tiếng Việt khác nhau. Trong đó có nổi tiếng nhất là bản của Bộ lễ Séraphine do Đức Giám mục Phaolô Nguyễn Văn Hòa viết và Bộ lễ Ca lên đi của Linh mục, nhạc sĩ Phêrô Nguyễn Kim Long.
Chủ tế:
Vinh danh Thiên Chúa trên các tầng trời
Cộng đoàn:
Và bình an dưới thế cho người thiện tâm. Chúng con ca ngợi Chúa, chúng con chúc tụng Chúa, chúng con thờ lạy Chúa, chúng con tôn vinh Chúa, chúng con cảm tạ Chúa vì vinh quang cao cả Chúa. Lạy Chúa là Thiên Chúa, là Vua trên trời, là Chúa Cha toàn năng. Lạy Con Một Thiên Chúa, Chúa Giêsu Kitô. Lạy Chúa là Thiên Chúa, là Chiên Thiên Chúa, là Con Đức Chúa Cha, Chúa xóa tội trần gian, xin thương xót chúng con, Chúa xóa tội trần gian, xin nhận lời chúng con cầu khấn. Chúa ngự bên hữu Đức Chúa Cha, xin thương xót chúng con. Vì lạy Chúa Giêsu Kitô, chỉ có Chúa là Đấng Thánh, chỉ có Chúa là Chúa, chỉ có Chúa là Đấng Tối cao, cùng Đức Chúa Thánh Thần trong vinh quang Đức Chúa Cha. Amen.
Kinh Vinh Danh - Bộ lễ Séraphine (ĐGM Phaolô Nguyễn Văn Hòa)
Chủ tế:
Vinh danh Thiên Chúa trên các tầng trời
Cộng đoàn:
Bình an dưới thế cho loài người Chúa thương. Lạy Chúa Cha toàn năng, Chúa là Thiên Chúa, là Vua ngự trên trời: Chúng con ca ngợi Chúa, chúng con chúc tụng Chúa, chúng con thờ lạy Chúa, chúng con tôn vinh Chúa, chúng con cảm tạ Chúa vì Chúa vinh hiển vô biên. Lạy Chúa Giêsu Kitô, Con Một Thiên Chúa. Chúa là Thiên Chúa, là Chiên Thiên Chúa, là Con của Chúa Cha. Chúa xóa tội trần gian, xin thương xót chúng con; Chúa xóa tội trần gian, xin thương xót chúng con. Chỉ có Chúa là Ðức Chúa, chỉ có Chúa là Ðấng Tối Cao. Lạy Chúa Giêsu Kitô, cùng với Chúa Thánh Thần, Chúa muôn đời vinh hiển với Chúa Cha. Amen.
Kinh Vinh Danh - Nghi thức Thánh lễ 1993 (Ủy ban Phụng tự)